# Lehtse
Lehtse est un petit bourg de la commune de Tapa du comté de Viru-Ouest en Estonie .
Au 31 décembre 2011, il compte 383 habitants.